# Fissidens arnigadhensis
Fissidens arnigadhensis är en bladmossart som beskrevs av Brotherus och S. S. Kumar 1979. Fissidens arnigadhensis ingår i släktet fickmossor, och familjen Fissidentaceae. Inga underarter finns listade i Catalogue of Life.